# Tessali Open
Het Tessali Open (in het Italiaans het Open dei Tessali genoemd) was een golftoernooi van de Europese Challenge Tour dat van 1983 tot 2002 werd gespeeld bij Castellaneta in het zuiden van Italië.
De eerste editie was in 1983 en werd gewonnen door Baldovino Dassu. Daarna werd het twee jaren overgeslagen, maar vanaf 1986 stond het vast op de agenda. In 1990 kwam het toernooi op de agenda van de Europese PGA Tour, in 2008 ging het toernooi naar de agenda van de Alps Tour. Het toernooi telde al die jaren ook voor de Italiaanse Pro Tour.
Vanaf 2003 wordt het toernooi op twee banen gespeeld, de Riva dei Tessali Golf Club en de Metaponto Golf Club. In 2005 werd de 20ste editie gevierd.

## Winnaars
| Jaar                                          | Baan                                              | Winnaar            | Score            |
| Open dei Tessali                              | Open dei Tessali                                  | Open dei Tessali   | Open dei Tessali |
| --------------------------------------------- | ------------------------------------------------- | ------------------ | ---------------- |
| 1983                                          | Riva dei Tessali Golf Club                        | Baldovino Dassu    | 289              |
| 1984–85                                       | niet gespeeld                                     | niet gespeeld      | niet gespeeld    |
| 1986                                          | Riva dei Tessali Golf Club                        | Emanuele Bolognesi | 289              |
| 1987                                          | Riva dei Tessali Golf Club                        | Giuseppe Calì      | 289              |
| 1988                                          | Riva dei Tessali Golf Club                        | Baldovino Dassu    | 288              |
| 1989                                          | Riva dei Tessali Golf Club                        | Neal Briggs        | 284              |
| 1990                                          | Riva dei Tessali Golf Club                        | Emanuele Bolognesi | 288              |
| 1991                                          | Riva dei Tessali Golf Club                        | Eric Giraud        | 281              |
| 1992                                          | Riva dei Tessali Golf Club                        | Anders Gillner     | 279 PO           |
| 1993                                          | Riva dei Tessali Golf Club                        | Olle Nordberg      | 287 PO           |
| 1994                                          | Riva dei Tessali Golf Club                        | Michael Archer     | 282              |
| 1995                                          | Riva dei Tessali Golf Club                        | Andrew Collison    | 279              |
| 1996                                          | Riva dei Tessali Golf Club                        | Stephen Scahill    | 279              |
| 1997                                          | Riva dei Tessali Golf Club                        | Ivó Giner          | 280              |
| 1998                                          | Riva dei Tessali Golf Club                        | Pehr Magnebrant    | 276 PO           |
| 1999                                          | Riva dei Tessali Golf Club                        | Gustavo Rojas      | 272              |
| 2000                                          | Riva dei Tessali Golf Club                        | Kenneth Ferrie     | 266              |
| 2001                                          | niet gespeeld                                     | niet gespeeld      | niet gespeeld    |
| Tessali Open del Sud                          |                                                   |                    |                  |
| 2002                                          | Riva dei Tessali Golf Club                        | Simon Wakefield    | 274              |
| Tessali-Metaponto Open di Puglia e Basilicata |                                                   |                    |                  |
| 2003                                          | Riva dei Tessali Golf Club en Metaponto Golf Club | Martin LeMesurier  | 273 PO           |
| 2004                                          | Riva dei Tessali Golf Club en Metaponto Golf Club | Leif Westerberg    | 274              |
| 2005                                          | Riva dei Tessali Golf Club en Metaponto Golf Club | Rafael Gómez       | 267              |
| 2006                                          | Riva dei Tessali Golf Club en Metaponto Golf Club | Anthony Snobeck    | 272 PO           |
| 2007                                          | Riva dei Tessali Golf Club en Metaponto Golf Club | Michael Hoey       | 272 PO           |
| 2008                                          | Riva dei Tessali Golf Club en Metaponto Golf Club | Martin Rominger    | 274              |
| 2009*                                         | Riva dei Tessali Golf Club en Metaponto Golf Club | Paolo Terreni      | 137 PO           |

* Toernooi werd ingekort tot 36 holes wegens zware regenval.